# SBB Re 10/10

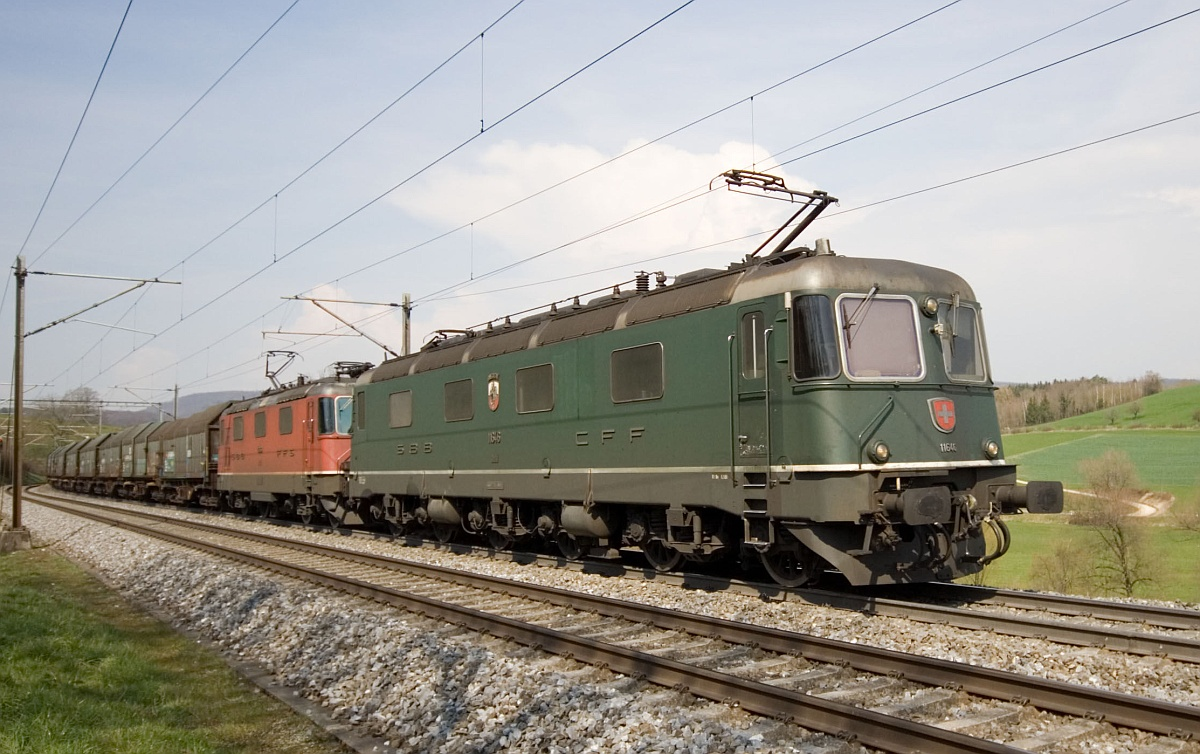
Re 10/10 mit Stahlrollenzug auf der Bözberglinie

Als Re 10/10 oder Re 10, früher auch Supertraktion wird eine Doppeltraktion, bestehend aus einer Re 6/6 und einer Re 4/4II oder Re 4/4III der Schweizerischen Bundesbahnen, bezeichnet. Die Bezeichnung Re 10/10 wird sowohl SBB-intern wie auch von der Fachpresse verwendet. Die Höchstgeschwindigkeit beträgt je nach Modell der Re 4/4 bis zu 140 km/h. Als Vielfachsteuerung kommt das System Vst IIId in Einsatz.
Diese Doppeltraktion wird fast ausschliesslich im Güterverkehr auf der Gotthardstrecke und der Lötschberg-Simplon-Linie eingesetzt. Dort wird sie nicht durch ihre Leistung beschränkt, sondern durch die Belastbarkeit des Kupplungshakens, der bei der am Gotthard maximalen Steigung von 26 Promille nicht mehr als 1400 Tonnen ziehen darf.
| Kombination     | Dauerleistung |
| --------------- | ------------- |
| Re 6/6 + 4/4II  | 11.597 kW     |
| Re 6/6 + 4/4III | 10.937 kW     |